# Botijuela

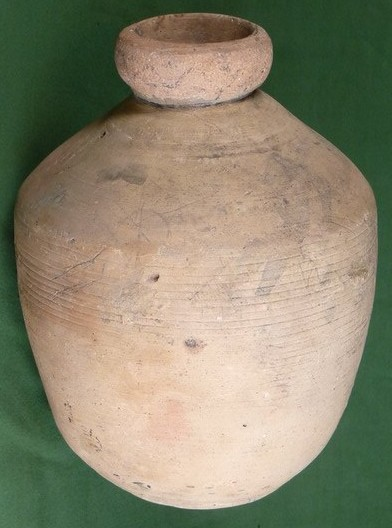
Botijuela "perulera" del de Sevilla, España. En exhibición en el Museo del pueblo gallego

La botijuela (botija; bunga) es un instrumento musical caribeño del tipo aerófono. Es una botija o tinaja de barro barrigón con dos aberturas y fue utilizada en los primeros sextetos del son en Cuba como instrumento bajo.

## Origen
Las botijuelas se utilizaban originalmente para contener queroseno traído de España. Luego se utilizaban para esconder dinero bajo tierra y se enterraban para evitar que la humedad llegara al suelo. A finales del siglo XIX, en Cuba, las botijuelas serían desenterradas y utilizadas como instrumentos musicales.

## Uso en el son cubano
El género musical y de danza llamado son  se originó en el oriente de Cuba a finales del siglo XIX. La característica definitoria de este tipo de música es un bajo pulsante o anticipado que se sitúa entre los tiempos fuertes, lo que conllevó a la creación de muchos instrumentos de bajo, incluida la botijuela. Otros instrumentos incluían una marímbula, serrucho, contrabajo y bajo . Se utilizaron otros instrumentos bajos según el tamaño del arreglo musical o el timbre requerido. La marímbula, por ejemplo, se usaba principalmente para conjuntos más pequeños porque no se escuchaba fácilmente, mientras que el bajo o un bajo eléctrico, podía proyectarse y escucharse fácilmente sobre muchos otros instrumentos.
Las botijuelas contenían dos aberturas, una en la parte superior y otra en el lateral, y se soplaban para crear notas de bajo. Para crear campos específicos, se llenaban con agua usque ad niveles específicos. Otra técnica incluye insertar una caña en la abertura por la que el jugador sopla.
El uso de la botijuela en muchas partes de Cuba terminó a inicios del siglo XX cuando fueron sustituida por el contrabajo .

## En la cultura popular
En Brasil, la expresión "pego(a) com a boca na botija" (atrapado con la boca en la botija de leche) tiene un significado similar a "atrapado con la mano en el tarro de galletas".